# Mandy my dear
Mandy my dear is een nummer uit 1969 van de Nederlandse band The Cats. Het nummer werd uitgebracht op de B-kant van Why, dat dertien weken in de Top 40 stond en voor de muziekgroep de tweede nummer 1-hit betekende.
Mandy my dear werd door Jaap Schilder geschreven en de naam Mandy had hij al voorbestemd voor zijn dochter, die toen nog geboren moest worden.
Het arrangement en de productie was - zoals in deze tijd steeds het geval was - van Wim Jongbloed en Klaas Leyen. In het nummer is de orkestratie, met een belangrijke rol voor de viool, en de samenzang van de band te horen, een muziekstijl die voor het eerst door Joost den Draaijer als palingsound is getypeerd. In het zangkoor heeft Schilder de hoge stem.
Het nummer werd voor het eerst op de elpee Colour us gold uitgebracht, een gouden elpee zoals verwacht werd. Verder werd het in de loop van de tijd erna nog op meer dan tien verzamelalbums van The Cats uitgebracht.